# Berberhirsch

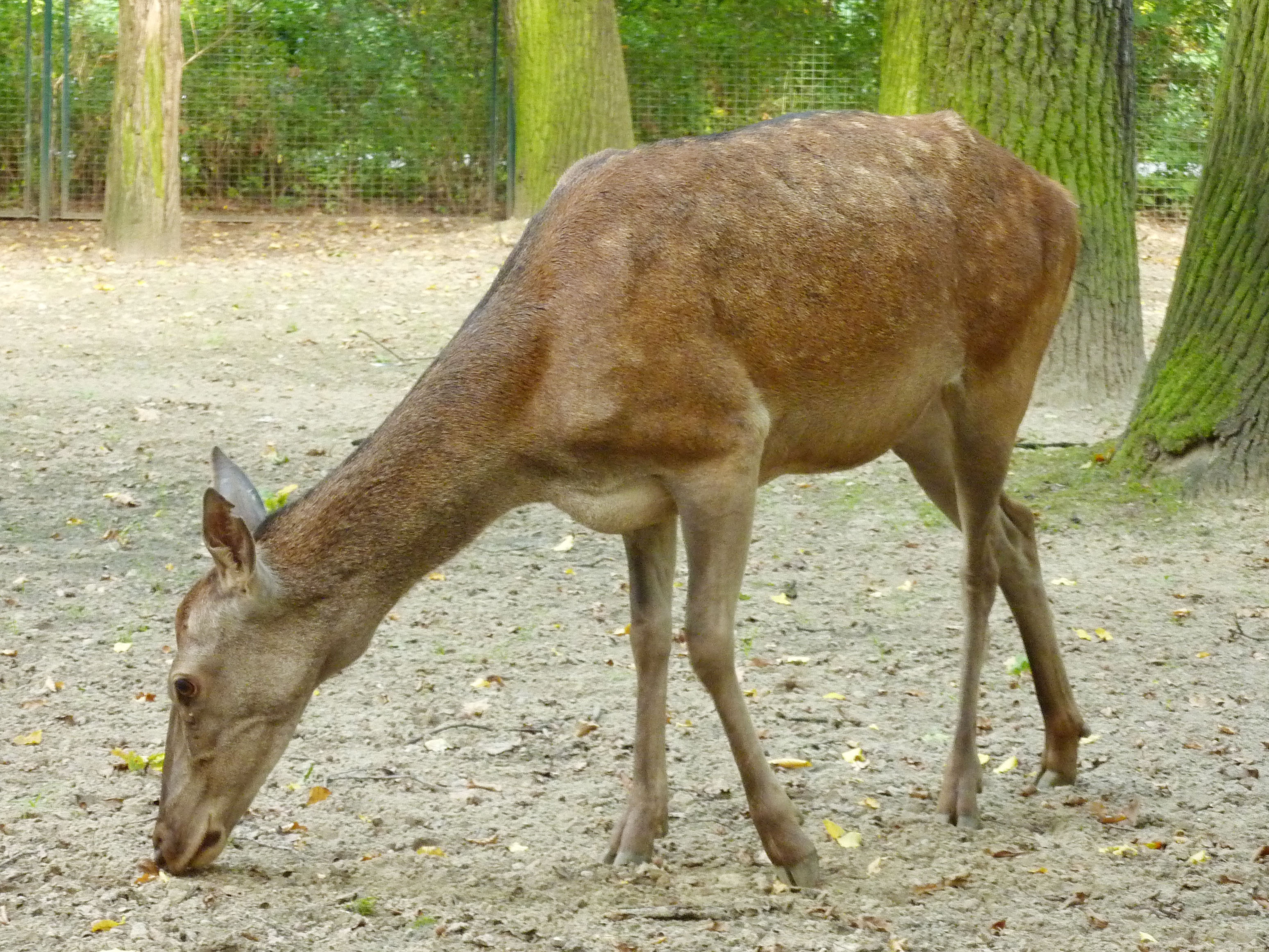
Berberhirschkuh im Tierpark Berlin

Der Berberhirsch (Cervus elaphus barbarus), auch als Atlashirsch bezeichnet, ist eine Unterart des Rothirsches. Er repräsentiert das einzige rezente Mitglied der Hirschfamilie in Afrika.

## Beschreibung
Die Kopf-Rumpf-Länge beträgt 190 cm, die Schulterhöhe 130 bis 140 cm bei den Männchen. Die Weibchen sind kleiner. Das Gewicht beträgt bis zu 70 kg bei den Weibchen und bis 200 kg bei den Männchen. Das Geweih erreicht eine Länge von 80 bis 90 cm. Das Winterfell ist dunkel graubraun, mit langen und wolligen Haaren. Das Sommerfell ist rötlichbraun, dünn und das Weibchen hat mehr oder weniger sichtbare, in Längslinien angeordnete, elfenbeinfarbene Flecken. Die Jungtiere sind stark gefleckt. Auf der Haut bilden sie eine dunkle Talgschicht.

## Verbreitung
Der Berberhirsch ist im Atlasgebirge im Nordwesten von Algerien und im Norden von Tunesien verbreitet. In Marokko, wo er 1932 ausgerottet wurde, fand 1994 eine Wiederansiedelung statt.

## Systematik
Der Berberhirsch wurde 1833 durch den englischen Zoologen Edward Turner Bennett erstmals wissenschaftlich beschrieben. Sowohl morphologisch als auch genetisch unterscheidet er sich kaum vom Korsischen Rothirsch (Cervus elaphus corsicanus) der auf Korsika und Sardinien vorkommt und wahrscheinlich in der Antike vom Menschen eingeführt wurde. Die Zoologen Colin Groves und Peter Grubb synonymisierten beide Unterarten in ihrer 2011 veröffentlichten Revision der Huftiersystematik miteinander und gaben ihr unter der Bezeichnung Cervus corsicanus den Status einer eigenständigen Art. Da der Korsische Rothirsch seine wissenschaftliche Bezeichnung schon 1777 durch den deutschen Naturwissenschaftler Johann Erxleben erhielt, ist Cervus corsicanus nach der Prioritätsregel der biologischen Nomenklatur der korrekte Name der Art.

## Gefährdung
Aufgrund unkontrollierter Bejagung wurde er fast ausgerottet. 1961 schätzte man nur noch wenige hundert Individuen. Dank strenger Schutzmaßnahmen und dem Fehlen von Beutegreifern, wie dem Berberleopard, dem Berberlöwen und dem Atlasbären erholte sich der Bestand im Jahre 1983 auf 1300 Individuen. Heute gilt er mit einem Bestand von 5000 Exemplaren nicht mehr als unmittelbar gefährdet. Die Berberhirsche teilen sich ihren Lebensraum mit eingeführten Rothirschen aus Spanien und die Kälber fallen gelegentlich Wildschweinen zum Opfer.
Der Tierpark Berlin hält drei Weibchen und der San Diego Zoo Safari Park zwei Kühe und einen Bullen. Da Wildfänge ausgeschlossen sind, werden diese Tiere die letzten in Menschenobhut sein. Die Tiere im Tierpark Berlin stammen ebenfalls aus dem San Diego Zoo Safari Park. Dieser hatte noch vor wenigen Jahren je 20 männliche und 20 weibliche Exemplare.
Die heutige Strategie zur Arterhaltung ist die natürliche Vermehrung in streng geschützten Wildreservaten in Afrika.